# Etapa Departamental de San Martín 2023
La Etapa Departamental de San Martín 2023 es un torneo de futbol que forma parte de la Copa Perú 2023 y contara con la presencia de los equipos que resultaron campeón y subcampeón de las etapas provinciales del departamento del San Martín. El campeón y subcampeón clasificaran a la Etapa Nacional de la Copa Perú 2023.

## Formato
Los ganadores y subganadores de las nueve ligas provinciales del departamento de San Martín (exceptuando a la liga provincial de tocache) acceden directamente a la etapa departamental.
La etapa departamental consta de 5 Fases.

### Fase 1
Se formaran tres grupos divididos conformados por 6 equipos, los grupos se dividiran por acercamiento geográfico (Zona norte, zona centro y zona sur), los participantes se enfrentaran en duelos directos de eliminación de ida y vuelta, los ganadores de los encuentros y el cuarto puesto de la tabla avanzaran a la Fase 2.
| ZONA NORTE | ZONA NORTE                         |
| Puesto     | Equipo                             |
| ---------- | ---------------------------------- |
| 1°         | Campeón provincial de Lamas        |
| 2°         | Subcampeón provincial de Lamas     |
| 3°         | Campeón provincial de Moyobamba    |
| 4°         | Subcampeón provincial de Moyobamba |
| 5°         | Campeón provincial de Rioja        |
| 6°         | Subcampeón provincial de Rioja     |

| ZONA CENTRO | ZONA CENTRO                         |
| Puesto      | Equipo                              |
| ----------- | ----------------------------------- |
| 1°          | Campeón provincial de El Dorado     |
| 2°          | Subcampeón provincial de El Dorado  |
| 3°          | Campeón provincial de Picota        |
| 4°          | Subcampeón provincial de Picota     |
| 5°          | Campeón provincial de San Martín    |
| 6°          | Subcampeón provincial de San Martín |

| ZONA SUR | ZONA SUR                                    |
| Puesto   | Equipo                                      |
| -------- | ------------------------------------------- |
| 1°       | Campeón provincial de Bella Vista           |
| 2°       | Subcampeón provincial de Bellavista         |
| 3°       | Campeón provincial de Huallaga              |
| 4°       | Subcampeón provincial de Huallaga           |
| 5°       | Campeón provincial de Mariscales Cáceres    |
| 6°       | Subcampeón provincial de Mariscales Cáceres |

### Fase 2
En esta fase estaran los tres ganadores y el cuarto puesto de la tabla, cada uno en su respectivo grupo, se sortearan y se enfrentaran en duelos directos eliminatorios de ida y vuelta, en la que pasaran los ganadores.
| ZONA NORTE | ZONA NORTE                 |
| Puesto     | Equipo                     |
| ---------- | -------------------------- |
| 1°         | - 3 ganadores de la fase 1 |
| 2°         | - 3 ganadores de la fase 1 |
| 3°         | - 3 ganadores de la fase 1 |
| 4°         | Cuarto puesto de la Fase 1 |

| ZONA CENTRO | ZONA CENTRO                |
| Puesto      | Equipo                     |
| ----------- | -------------------------- |
| 1°          | - 3 ganadores de la fase 1 |
| 2°          | - 3 ganadores de la fase 1 |
| 3°          | - 3 ganadores de la fase 1 |
| 4°          | Cuarto puesto de la Fase 1 |

| ZONA SUR | ZONA SUR                   |
| Puesto   | Equipo                     |
| -------- | -------------------------- |
| 1°       | - 3 ganadores de la fase 1 |
| 2°       | - 3 ganadores de la fase 1 |
| 3°       | - 3 ganadores de la fase 1 |
| 4°       | Cuarto puesto de la Fase 1 |

### Fase 3
En esta fase se creara una tabla general entre todos los ganadores de cada grupo, jugaran: P1vsP6; P2vsP5; P3vsP4 , será un enfrentamiento directo eliminatorio de ida y vuelta, los ganadores de dichos enfrentamientos y el cuarto puesto avanzaran a la Fase 4.
| Tabla general | Tabla general              |
| Puesto        | Equipo                     |
| ------------- | -------------------------- |
| 1°            | - 6 ganadores de la fase 2 |
| 2°            | - 6 ganadores de la fase 2 |
| 3°            | - 6 ganadores de la fase 2 |
| 4°            | - 6 ganadores de la fase 2 |
| 5°            | - 6 ganadores de la fase 2 |
| 6°            | - 6 ganadores de la fase 2 |

### Fase 4
Se sortearan los cuatro equipos clasificados los cuales se enfrentaran en un duelo directo de eliminación de ida y vuelta, los dos ganadores avanzaran a la fase final o Fase 5.
| Semifinal 1             | Semifinal 1 | Semifinal 1             |
| Un ganador de la Fase 3 | VS          | Un ganador de la Fase 3 |
| ----------------------- | ----------- | ----------------------- |

| Samifinal 2             | Samifinal 2 | Samifinal 2                |
| Un ganador de la Fase 3 | VS          | Cuarto puesto de la Fase 3 |
| ----------------------- | ----------- | -------------------------- |

### Fase 5
Se realiza un partido único para definir al Campeón y Subcampeón Departamental, Ambos clubes clasifican a la Etapa Nacional de la Copa Perú 2023.
| FINAL           | FINAL | FINAL           |
| Semifinalista 1 | VS    | semifinalista 2 |
| --------------- | ----- | --------------- |

## Participantes
Los participantes son el campeón y subcampeón de:
| - Liga provincial de Lamas - Liga provincial de Moyobamba - Liga provincial de Rioja | - Liga provincial de El Dorado - Liga provincial de Picota - Liga provincial de San Martín | - Liga provincial de Bellavista - Liga provincial de Huallaga - Liga provincial de Mariscal Cáceres |

| Provincia        | Equipo                               |
| ---------------- | ------------------------------------ |
| Lamas            | Los Kechwas Lamistas                 |
| Lamas            | Club Defesor Húascar                 |
| Moyobamba        | Asociación Deportiva Tahuishco (ADT) |
| Moyobamba        | San Lorenzo de Huastilla             |
| Rioja            | Unión Alto Mayo F.C                  |
| Rioja            | Atlético Awajun                      |
| El Dorado        | Kawana Sisa                          |
| El Dorado        | Club Defensor Punchana               |
| Picota           | Unión Picota                         |
| Picota           | Alianza Tres Unidos                  |
| San Martín       | Unión Tarapoto                       |
| San Martín       | Colegio Juan Guerra                  |
| Bellavista       | AD. Cimac                            |
| Bellavista       | Unión Cuzco                          |
| Huallaga         | CC Cañabrava                         |
| Huallaga         | Oriental Sporting Pro-Puerto         |
| Mariscal Cáceres | Club Cahuide                         |
| Mariscal Cáceres | Deportivo Comercio                   |

## Desarrollo

### Fase 1

#### Zona norte
| Pos. | Equipo                               | Pts. | PJ | G | E | P | GF | GC | Dif. | Clasificación                                    |
| ---- | ------------------------------------ | ---- | -- | - | - | - | -- | -- | ---- | ------------------------------------------------ |
| 1    | Los Kechwas Lamistas                 | 4    | 2  | 1 | 1 | 0 | 3  | 2  | +1   | Avanza a la Fase 2                               |
| 2    | Asociación Deportiva Tahuishco (ADT) | 4    | 2  | 1 | 1 | 0 | 2  | 1  | +1   | Avanza a la Fase 2                               |
| 3    | San Lorenzo de Huastilla             | 3    | 2  | 1 | 0 | 1 | 1  | 1  | 0    | Avanza a la Fase 2                               |
| 4    | Union Alto Mayo F.C                  | 3    | 2  | 1 | 0 | 1 | 1  | 1  | 0    | Clasificado a la Fase 2 por quedar cuarto puesto |
| 5    | Atlético Awajun                      | 1    | 2  | 0 | 1 | 1 | 2  | 3  | −1   | Eliminados                                       |
| 6    | Club Defesor Húascar                 | 1    | 2  | 0 | 1 | 1 | 1  | 2  | −1   | Eliminados                                       |

Actualizado a los partidos jugados el 8 de agosto.
 Fuente: Mil pelotas
| Partidos                 | Partidos     | Partidos                             | Partidos | Partidos |
| Local Ida                | Global       | Local vuelta                         | Ida      | Vuelta   |
| ------------------------ | ------------ | ------------------------------------ | -------- | -------- |
| Atlético Awajun          | 2:3          | Los Kechwas Lamistas                 | 1:2      | 1:1      |
| San Lorenzo de Huastilla | 1:1 (4:2 p.) | Unión Alto Mayo F.C                  | 1:0      | 1:0      |
| Club Defesor Húascar     | 1:2          | Asociación Deportiva Tahuishco (ADT) | 1:1      | 1:0      |

#### Zona centro
| Pos. | Equipo                 | Pts. | PJ | G | E | P | GF | GC | Dif. | Clasificación                                    |
| ---- | ---------------------- | ---- | -- | - | - | - | -- | -- | ---- | ------------------------------------------------ |
| 1    | Club Defensor Punchana | 6    | 2  | 2 | 0 | 0 | 9  | 1  | +8   | Avanza a la Fase 2                               |
| 2    | Colegio Juan Guerra    | 6    | 2  | 2 | 0 | 0 | 4  | 1  | +3   | Avanza a la Fase 2                               |
| 3    | Unión Tarapoto         | 4    | 2  | 1 | 1 | 0 | 6  | 3  | +3   | Avanza a la Fase 2                               |
| 4    | Alianza Tres Unidos    | 1    | 2  | 0 | 1 | 1 | 3  | 6  | −3   | Clasificado a la Fase 2 por quedar cuarto puesto |
| 5    | Kawana Sisa            | 0    | 2  | 0 | 0 | 2 | 1  | 4  | −3   | Eliminados                                       |
| 6    | Unión Picota           | 0    | 2  | 0 | 0 | 2 | 1  | 9  | −8   | Eliminados                                       |

Actualizado a los partidos jugados el 8 de agosto.
 Fuente: Mil pelotas
| Partidos               | Partidos | Partidos       | Partidos | Partidos |
| Local Ida              | Global   | Local vuelta   | Ida      | Vuelta   |
| ---------------------- | -------- | -------------- | -------- | -------- |
| Alianza Tres Unidos    | 3:6      | Unión Tarapoto | 2:2      | 4:1      |
| Colegio Juan Guerra    | 4:1      | Kawana Sisa    | 2:0      | 1:2      |
| Club Defensor Punchana | 9:1      | Unión Picota   | 6:0      | 1:3      |

#### Zona sur
| Pos. | Equipo                       | Pts. | PJ | G | E | P | GF | GC | Dif. | Clasificación                                    |
| ---- | ---------------------------- | ---- | -- | - | - | - | -- | -- | ---- | ------------------------------------------------ |
| 1    | Unión Cuzco                  | 6    | 2  | 2 | 0 | 0 | 7  | 2  | +5   | Avanza a la Fase 2                               |
| 2    | Deportivo Comercio           | 4    | 2  | 1 | 1 | 0 | 3  | 1  | +2   | Avanza a la Fase 2                               |
| 3    | AD. Cimac                    | 3    | 2  | 1 | 0 | 1 | 4  | 4  | 0    | Avanza a la Fase 2                               |
| 4    | Oriental Sporting Pro-Puerto | 3    | 2  | 1 | 0 | 1 | 4  | 4  | 0    | Clasificado a la Fase 2 por quedar cuarto puesto |
| 5    | CC Cañabrava                 | 1    | 2  | 0 | 1 | 1 | 1  | 2  | −1   | Eliminados                                       |
| 6    | Club Cahuide                 | 0    | 2  | 0 | 0 | 2 | 2  | 7  | −5   | Eliminados                                       |

Actualizado a los partidos jugados el 8 de agosto.
 Fuente: Mil pelotas
| Partidos                     | Partidos     | Partidos     | Partidos | Partidos |
| Local Ida                    | Global       | Local vuelta | Ida      | Vuelta   |
| ---------------------------- | ------------ | ------------ | -------- | -------- |
| Unión Cuzco                  | 7:2          | Club Cahuide | 2:0      | 2:5      |
| Deportivo Comercio           | 3:1          | CC Cañabrava | 1:1      | 0:2      |
| Oriental Sporting Pro-Puerto | 4:4 (4:2 p.) | AD. Cimac    | 4:2      | 2:0      |

### Fase 2
En esta fase se conservan los grupos con los puntos obtenidos, los equipos que ganen su llave avanzara a la Fase 3.

#### Zona norte
| Pos. | Equipo                               | Pts. | PJ | G | E | P | GF | GC | Dif. | Clasificación      |
| ---- | ------------------------------------ | ---- | -- | - | - | - | -- | -- | ---- | ------------------ |
| 1    | Asociación Deportiva Tahuishco (ADT) | 8    | 4  | 2 | 2 | 0 | 6  | 4  | +2   | Avanza a la Fase 3 |
| 2    | Union Alto Mayo F.C                  | 6    | 4  | 2 | 0 | 2 | 6  | 3  | +3   | Avanza a la Fase 3 |
| 3    | San Lorenzo de Huastilla             | 6    | 4  | 2 | 0 | 2 | 1  | 1  | 0    | Eliminados         |
| 4    | Los Kechwas Lamistas                 | 5    | 4  | 1 | 2 | 1 | 6  | 6  | 0    | Eliminados         |

Actualizado a los partidos jugados el 8 de agosto.
 Fuente: Mil pelotas
| Partidos                             | Partidos | Partidos                 | Partidos | Partidos |
| Local Ida                            | Global   | Local vuelta             | Ida      | Vuelta   |
| ------------------------------------ | -------- | ------------------------ | -------- | -------- |
| Asociación Deportiva Tahuishco (ADT) | 4:3      | Los Kechwas Lamistas     | 2:1      | 2:2      |
| Unión Alto Mayo F.C                  | 5:2      | San Lorenzo de Huastilla | 5:1      | 1:0      |

#### Zona centro
| Pos. | Equipo                 | Pts. | PJ | G | E | P | GF | GC | Dif. | Clasificación      |
| ---- | ---------------------- | ---- | -- | - | - | - | -- | -- | ---- | ------------------ |
| 1    | Unión Tarapoto         | 10   | 4  | 3 | 1 | 0 | 12 | 3  | +9   | Avanza a la fase 3 |
| 2    | Club Defensor Punchana | 9    | 4  | 3 | 0 | 1 | 11 | 3  | +8   | Eliminados         |
| 3    | Colegio Juan Guerra    | 9    | 4  | 3 | 0 | 1 | 6  | 3  | +3   | Avanza a la fase 3 |
| 4    | Alianza Tres Unidos    | 1    | 4  | 0 | 1 | 3 | 3  | 12 | −9   | Eliminados         |

Actualizado a los partidos jugados el 8 de agosto.
 Fuente: Mil pelotas
| Partidos               | Partidos    | Partidos            | Partidos | Partidos |
| Local Ida              | Global      | Local vuelta        | Ida      | Vuelta   |
| ---------------------- | ----------- | ------------------- | -------- | -------- |
| Club Defensor Punchana | 2:2 (4:5p.) | Colegio Juan Guerra | 1:2      | 0:1      |
| Alianza Tres Unidos    | 0:6         | Unión Tarapoto      | 0:2      | 4:0      |

#### Zona sur
| Pos. | Equipo                       | Pts. | PJ | G | E | P | GF | GC | Dif. | Clasificación      |
| ---- | ---------------------------- | ---- | -- | - | - | - | -- | -- | ---- | ------------------ |
| 1    | Unión Cuzco                  | 10   | 4  | 3 | 1 | 0 | 10 | 3  | +7   | Avanza a la Fase 3 |
| 2    | Oriental Sporting Pro-Puerto | 9    | 4  | 3 | 0 | 1 | 6  | 4  | +2   | Avanza a la Fase 3 |
| 3    | Deportivo Comercio           | 4    | 4  | 1 | 1 | 2 | 3  | 3  | 0    | Eliminados         |
| 4    | AD. Cimac                    | 4    | 4  | 1 | 1 | 2 | 5  | 7  | −2   | Eliminados         |

Actualizado a los partidos jugados el 8 de agosto.
 Fuente: Mil pelotas
| Partidos                     | Partidos | Partidos           | Partidos | Partidos |
| Local Ida                    | Global   | Local vuelta       | Ida      | Vuelta   |
| ---------------------------- | -------- | ------------------ | -------- | -------- |
| Oriental Sporting Pro-Puerto | 2:0      | Deportivo Comercio | 1:0      | 0:1      |
| Unión Cuzco                  | 3:1      | AD. Cimac          | 2:0      | 1:1      |

### Fase 3
En esta fase todos los equipos que ganaron su llave en la anterior fase, estaran en una tabla general con los puntos obtenidos, los enfrentamietos será: P1vsP6; P2vsP5; P3vsP4.
Los equipos que ganen su llave y el cuarto puesto, avanzaran a la Fase 4
| \| Pos. \| Equipo \| Pts. \| PJ \| G \| E \| P \| GF \| GC \| Dif. \| Clasificación \| \| ---- \| ------------------------------------ \| ---- \| -- \| - \| - \| - \| -- \| -- \| ---- \| ------------- \| \| 1 \| Unión Tarapoto \| 10 \| 4 \| 3 \| 1 \| 0 \| 12 \| 3 \| +9 \| \| \| 2 \| Unión Cuzco \| 10 \| 4 \| 3 \| 1 \| 0 \| 10 \| 3 \| +7 \| \| \| 3 \| Colegio Juan Guerra \| 9 \| 4 \| 3 \| 0 \| 1 \| 6 \| 3 \| +3 \| \| \| 4 \| Oriental Sporting Pro-Puerto \| 9 \| 4 \| 3 \| 0 \| 1 \| 6 \| 4 \| +2 \| \| \| 5 \| Asociación Deportiva Tahuishco (ADT) \| 8 \| 4 \| 2 \| 2 \| 0 \| 6 \| 4 \| +2 \| \| \| 6 \| Union Alto Mayo F.C \| 6 \| 4 \| 2 \| 0 \| 2 \| 6 \| 3 \| +3 \| \| Actualizado a los partidos jugados el 8 de agosto. Fuente: Mil pelotas |                                      |      |    |   |   |   |    |    |      |               |
| Pos. | Equipo                               | Pts. | PJ | G | E | P | GF | GC | Dif. | Clasificación |
| 1 | Unión Tarapoto                       | 10   | 4  | 3 | 1 | 0 | 12 | 3  | +9   |               |
| 2 | Unión Cuzco                          | 10   | 4  | 3 | 1 | 0 | 10 | 3  | +7   |               |
| 3 | Colegio Juan Guerra                  | 9    | 4  | 3 | 0 | 1 | 6  | 3  | +3   |               |
| 4 | Oriental Sporting Pro-Puerto         | 9    | 4  | 3 | 0 | 1 | 6  | 4  | +2   |               |
| 5 | Asociación Deportiva Tahuishco (ADT) | 8    | 4  | 2 | 2 | 0 | 6  | 4  | +2   |               |
| 6 | Union Alto Mayo F.C                  | 6    | 4  | 2 | 0 | 2 | 6  | 3  | +3   |               |

#### Tabla general
| Pos. | Equipo                               | Pts. | PJ | G | E | P | GF | GC | Dif. | Clasificación      |
| ---- | ------------------------------------ | ---- | -- | - | - | - | -- | -- | ---- | ------------------ |
| 1    | Asociación Deportiva Tahuishco (ADT) | 14   | 6  | 4 | 2 | 0 | 10 | 6  | +4   | Avanza a la Fase 4 |
| 2    | Unión Tarapoto                       | 13   | 6  | 4 | 1 | 1 | 15 | 5  | +10  | Avanza a la Fase 4 |
| 3    | Colegio Juan Guerra                  | 12   | 6  | 4 | 0 | 2 | 8  | 5  | +3   | Avanza a la Fase 4 |
| 4    | Oriental Sporting Pro-Puerto         | 12   | 6  | 4 | 0 | 2 | 8  | 6  | +2   | Avanza a la Fase 4 |
| 5    | Unión Cuzco                          | 10   | 6  | 3 | 1 | 2 | 12 | 7  | +5   | Eliminados         |
| 6    | Union Alto Mayo F.C                  | 9    | 6  | 3 | 0 | 3 | 8  | 6  | +2   | Eliminados         |

Actualizado a los partidos jugados el 8 de agosto.
 Fuente: Mil pelotas
| Partidos                             | Partidos    | Partidos            | Partidos | Partidos |
| Local Ida                            | Global      | Local vuelta        | Ida      | Vuelta   |
| ------------------------------------ | ----------- | ------------------- | -------- | -------- |
| Unión Alto Mayo F.C                  | 2:3         | Unión Tarapoto      | 2:0      | 3:0      |
| Oriental Sporting Pro-Puerto         | 2:2 (4:2p.) | Colegio Juan Guerra | 0:1      | 1:2      |
| Asociación Deportiva Tahuishco (ADT) | 4:2         | Unión Cuzco         | 2:1      | 1:2      |

### Fase 4 y Fase 5
En la fase 4 se enfrenta el P1vsP4; P2vsP3
|  | Fase 4                               | Fase 4            | Fase 4            | Fase 4            |   |                                      | Fase 5                         | Fase 5                         | Fase 5                         | Fase 5                         |  |
|  | 20 y 27 de agosto                    | 20 y 27 de agosto | 20 y 27 de agosto | 20 y 27 de agosto |   |                                      | 30 de agosto y 3 de septiembre | 30 de agosto y 3 de septiembre | 30 de agosto y 3 de septiembre | 30 de agosto y 3 de septiembre |  |
|  |                                      |                   |                   |                   |   |                                      |                                |                                |                                |                                |  |
|  |                                      |                   |                   |                   |   |                                      |                                |                                |                                |                                |  |
|  | Asociación Deportiva Tahuishco (ADT) | 0                 | 1                 | 1 (7)             |   |                                      |                                |                                |                                |                                |  |
|  | Asociación Deportiva Tahuishco (ADT) | 0                 | 1                 | 1 (7)             |   |                                      |                                |                                |                                |                                |  |
|  | Oriental Sporting Pro-Puerto         | 1                 | 0                 | 1 (6)             |   |                                      |                                |                                |                                |                                |  |
|  | Oriental Sporting Pro-Puerto         | 1                 | 0                 | 1 (6)             |   | Asociación Deportiva Tahuishco (ADT) | 3                              | 1                              | 4                              |                                |  |
|  |                                      |                   |                   |                   |   | Asociación Deportiva Tahuishco (ADT) | 3                              | 1                              | 4                              |                                |  |
|  |                                      |                   | Unión Tarapoto    | 0                 | 0 | 0                                    |                                |                                |                                |                                |  |
|  | Unión Tarapoto                       | 1                 | Unión Tarapoto    | 0                 | 0 | 0                                    | 3                              | 4                              |                                |                                |  |
|  | Unión Tarapoto                       | 1                 |                   |                   |   |                                      | 3                              | 4                              |                                |                                |  |
|  | Colegio Juan Guerra                  | 1                 | 2                 | 3                 |   |                                      |                                |                                |                                |                                |  |
|  | Colegio Juan Guerra                  | 1                 | 2                 | 3                 |   |                                      |                                |                                |                                |                                |  |
|  |                                      |                   |                   |                   |   |                                      |                                |                                |                                |                                |  |

|                                                            |
| Campeón Departamental Asociación Deportiva Tahuishco (ADT) |